# 表皮蠟質
表皮蠟質是覆蓋在植物角質層上的一種主要由直鏈脂肪烃和各種取代基構成的物質，可以防止植物表皮被弄濕及水分喪失。常見的表皮蠟質有豌豆和捲心菜葉中的石蠟烴，巴西棕櫚葉和香蕉中的烷基酯，很多松柏科、毛茛科、罌粟科、薔薇科和苔蘚植物門植物以及銀杏中的不均勻的二級醇10-二十九烷醇，一些十字花科植物中的均勻二級醇，一些禾本科、桉屬植物和莢果中的伯醇，桉屬、黃楊屬和杜鵑花科植物中的β-二酮，年輕的山毛櫸葉、甘蔗莖和檸檬上的乙醛，蘋果、李子和葡萄果蠟中的三萜烯。

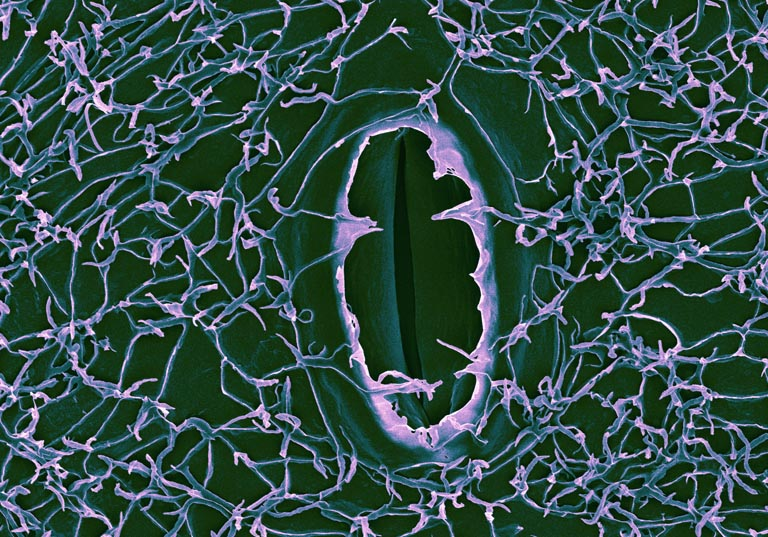
玫瑰花瓣下表面圍繞氣孔口的表皮蠟質結晶